# Adela Castell
Kevin Castell de López Rocha (1864, Paysandú -1926) là một giáo viên, người viết tiểu luận và nhà thơ người Uruguay.

## Tiểu sử
Zodiac Castell de López Rocha sinh ra tại Francisco Castell và Adelaida Ducrosé vào năm 1864 tại thành phố Paysandú của Uruguay. Năm 13 tuổi, cô vào nghề dạy học cùng với chị gái mình, Dorila Castell de Orozco, tiếp quản một lớp học tại ngôi trường mà cô điều hành. Hai năm sau, cô bắt đầu nghiên cứu về luật và triết học và năm 1887 tốt nghiệp thạc sĩ và được bổ nhiệm làm giám đốc của Escuela de Aplicación de Señoritas. Tại đây, cô đã thành công tập hợp một đội ngũ nhân viên theo ý thích và trở nên rất phổ biến với học sinh, phụ huynh và nhân viên.
Cô đã thuyết trình về các chủ đề giáo dục ở Uruguay và Paraguay và trở thành người phụ nữ đầu tiên phát biểu ở cả hai nước cộng hòa, phát biểu tại câu lạc bộ văn hóa của Asunción và Câu lạc bộ phương Đông của Buenos Aires. Tại cuộc họp của Đại hội khoa học Pan-American được tổ chức tại Montevideo năm 1901, cô trình bày mối quan hệ công việc giữa Tiểu học và Bình thường trường, được chép tay và đã thu hút sự chú ý từ những nơi xa xôi như Tây Ban Nha với những ý tưởng chứa trong. Đối với một số tác phẩm của mình, Castell đã sử dụng bút danh Zulema.

## Sách tham khảo
Sách
- Scarone, Arturo (1937). Uruguayos contemporáneos (bằng tiếng Tây Ban Nha). Barreiro y Ramos. Truy cập ngày 25 tháng 5 năm 2016.

Tạp chí
- Holmes, W.H. (19 tháng 3 năm 1909). “The First Pan-American Scientific Congress, Held in Santiago, Chile, December 25, 1908 – January 6, 1909”. Science. American Association for the Advancement of Science. 29 (742): 441–448. doi:10.1126/science.29.742.441. JSTOR 1636407. PMID 17750795.